# تپه زیارتی ۲
تپه زیارتی ۲ مربوط به سده‌های اولیه دوران‌های تاریخی پس از اسلام است و در شهرستان مانه و سملقان، بخش مانه، دهستان اترک، ۱/۵ کیلومتری غرب روستای اینجانلو واقع شده و این اثر در تاریخ ۱۸ شهریور ۱۳۸۷ با شمارهٔ ثبت ۲۳۳۰۴ به‌عنوان یکی از آثار ملی ایران به ثبت رسیده است.